# Erste Bank Open 2024
Erste Bank Open 2024 — тенісний турнір, що проходив на кортах з твердим покриттям у місті Відень, Австрія з  21 до 27 жовтня. Належав до категорії ATP 500, був турніром серії Vienna Open 2024 року.

## Фінальна частина

### Одиночний розряд
Джек Дрейпер —   Карен Хачанов 6–4, 7–5

### Парний розряд
Александер Ерлер /  Лукас Мідлер —  Ніл Скупскі /  Майкл Вінус 4–6, 6–3, [10–1]